# Ізабела Урхельська (герцогиня Коїмбрська)
Ізабе́ла (ісп. Isabel; 12 березня 1409 — 17 вересня 1459) — урхельська графиня, герцогиня Коїмбрська (1428—1459). Представниця Барселонського дому. Народилася в Балагері, Арагон. Донька урхельського графа Хайме ІІ й арагонської інфанти Ізабели. Дружина португальського інфанта Педру, герцога Коїмбрського (з 1428). В шлюбі народила шістьох дітей, серед яких Ізабела Коїмбрська, дружина португальського короля Афонсу V. Після загибелі чоловіка в битві проти королівських військ (1449) переховувалася від португальської влади й переслідувань Браганського дому. Завдяки реабілітації Педру (1455) повернулася до двору, жила на королівську пенсію. Померла у Коїмбрському монастирі Святого Хреста. Похована у Батальському монастирі поруч із чоловіком. Також — Ізабе́ла Урхе́льська (ісп. Isabel de Urgel).